# Семейка Аддамс (мультфильм)
«Семе́йка А́ддамс» (англ. The Addams Family) — американский анимационный фильм, основанный на комиксах Чарльза Аддамса про Семейку Аддамс. Режиссёрами мультфильма являются Конрад Вернон и Грег Тирнан, а главных персонажей озвучили Оскар Айзек, Шарлиз Терон, Хлоя Грейс Морец, Финн Вулфхард, Ник Кролл, Snoop Dogg, Бетт Мидлер и Эллисон Дженни. Фильм вышел в прокат США 11 октября 2019 года.
«Семейка Аддамс» получила смешанные отзывы, подвергшись критике за сюжет и сценарий, и собрала в мировом прокате 203 млн долларов при бюджете в 24 млн долларов.
Выход сиквела «Семейка Аддамс: Горящий тур», режиссёром которого выступил Грег Тирнан, состоялся 1 октября 2021 года.

## Сюжет
Во время церемонии бракосочетания Гомеса и Мортиши на клан Аддамсов нападает разъярённая толпа, которая не одобряет их мрачный и затворнический образ жизни. В то время как Бабушка задерживает противников, Фестер эвакуирует Гомеса, Мортишу и Вещь. Гомес и Мортиша решают перебраться в Нью-Джерси, где никто не будет им мешать. Гомес, Мортиша и Вещь находят свой «идеальный» дом в заброшенной психиатрической лечебнице на вершине холма. Они сбивают автомобилем Ларча, бывшего пациента этой клиники, и делают его своим дворецким.
Тринадцать лет спустя семья Аддамс продолжает жить в полной изоляции от внешнего мира. Гомес готовит своего сына Пагсли к предстоящей мазурке с саблями — ритуальному обряду посвящения, который проходит каждый мужчина семьи Аддамс. Мортиша переживает по поводу того, что её дочь Уэнздей Аддамс узнала о мире за пределами особняка после того, как на их участок залетают воздушный шар и конфетти, а окружающий туман начинает рассеиваться.
Тем временем ведущая реалити-шоу Марго Нидлер, построившая идеальный город под названием «Ассимиляция», за две недели до финала сезона замечает мрачный особняк семьи Аддамс. Марго наносит Аддамсам визит и, пребывая в шоке от их обычаев, решает от них избавиться и снести дом. Уэнздей Аддамс знакомится с дочерью Марго Паркер и убеждает Мортишу разрешить ей посещать среднюю школу. Гомес и дядя Фестер рассказывают Пагсли о семейных традициях, связанных с мазуркой. Незадолго до торжественного мероприятия приезжает Бабушка.
В школе Уэндзи защищает Паркер и её подруг-близнецов Лейлу и Кайлу от школьной хулиганки по имени Бетани. Она заводит с ними дружбу после того, как на уроке биологии воскрешает несколько мертвых лягушек и заставляет их напасть на Бетани. Позже они обсуждают насущные вопросы и меняют свой внешний облик — Паркер примеряет на себя образ гота, а Уэндзи, напротив, начинает одеваться в яркую одежду. После ссоры с Мортишей Уэндзи решает уйти жить к Паркер.
В дом семьи Аддамс приезжает кузен Итт. Уэндзи и Паркер обнаруживают в доме Паркер потайную комнату и узнают, что Марго установила скрытые камеры в каждом доме, построенном в городе, и шпионит за их обитателями. Марго обнаруживает девочек и запирает их на чердаке, но Уэнздей Аддамс удаётся вскрыть дверь. Марго распространяет слухи об Аддамсах в социальных сетях, называя их чудовищами. Она собирает разъярённую толпу, чтобы напасть на особняк как раз в то время, когда весь клан Аддамс прибывает на мазурку Пагсли.
Во время мазурки Пагсли терпит неудачу на глазах всей семьи. Прибывают горожане, которые стреляют в их дом камнями из катапульты, причинив серьёзный ущерб зданию, и в итоге загоняют семью в ловушку. Пагсли решает защитить свою семью и взрывает катапульту. В это время прибывают Уэнздей Аддамс и Паркер, которые помогают Аддамсам выбраться из развалин на ветвях живого дерева Ихавода.
Марго снова пытается взять ситуацию под контроль, но Уэндзи рассказывает горожанам об организованной за ними слежке. Жители «Ассимиляции» понимают, что Аддамсы — не чудовища, а обычная семья. Гленн, агент Марго, сообщает, что телекомпания отменила её реалити-шоу, поскольку Паркер со своего смартфона в прямом эфире транслировала оскорбительную тираду Марго, обращенную к горожанам.
Жители «Ассимиляции» работают вместе над восстановлением особняка семьи Аддамс. Марго становится деловым партнёром Фестера и продаёт коттеджи другим членам клана Аддамсов, а Пагсли успешно заканчивает мазурку.
Фильм завершается анимационным воссозданием заставки к сериалу 1964 года.

## Роли озвучивали
- Оскар Айзек — Гомес Аддамс, муж Мортиши.
- Шарлиз Терон — Мортиша Аддамс (в девичестве Фрамп), жена Гомеса.
- Хлоя Грейс Морец — Уэнздей Аддамс, дочь Гомеса и Мортиши, старшая сестра Пагсли.
- Финн Вулфхард — Пагсли Аддамс, сын Гомеса и Мортиши, младший брат Уэндзи.
- Ник Кролл — дядя Фестер, брат Гомеса.
- Снуп Догг — кузен Итт, волосатый двоюродный брат Гомеса и Фестера.
- Бетт Мидлер — бабушка Аддамс, мать Гомеса и Фестера.
- Эллисон Дженни — Марго Нидлер, хитрая и коварная ведущая ТВ-шоу, посвященного обустройству домов.
- Конрад Вернон:
  - Ларч, дворецкий семьи Аддамс.
  - Безымянный священник, который проводит церемонию бракосочетания Гомеса и Мортиши и является одним из их родственников.
  - Дух, населяющий заброшенную психиатрическую клинику, в которой поселяются Гомес и Мортиша.
  - Доктор Фламбе, похожий на чёрта, родственник семьи Аддамс, который умеет зажигать пламя на своей голове.
- Мартин Шорт — дедушка Фрамп, покойный отец Мортиши, с которым она общается с помощью спиритизма.
- Кэтрин О’Хара — бабушка Фрамп, покойная мать Мортиши, с которой она общается с помощью спиритизма.
- Титусс Бёрджесс — Гленн, агент Марго.
- Дженифер Льюис — двоюродная бабушка Слум, холодная и строгая сестра бабушки, которая судит мазурку Пагсли.
- Элси Фишер — Паркер Нидлер, дочь Марго, которая заводит дружбу с Уэндзи.
- Айми Гарсиа — Дениз, телеоператор, которая работает с Марго.
- Скотт Андервуд — Митч, член съёмочной группы Марго.
- Майки Мэдисон — Кэнди, бариста в поселке «Ассимиляция».
- Челси Фрей — Бетани, школьница, которая издевается над Паркер.
- Пом Клементьефф — Лайла и Кайла, сёстры-близнецы, подруги Паркер.
- Девен Грин — мисс Гравели, учительница в школе Паркер.
- Мэгги Уилер — Труди Пикеринг, жительница «Ассимиляция».
- Гарланд Уильямс — Норман Пикеринг, муж Труди.

## Производство

### Разработка
В 2010 году было объявлено о том, что киностудия Illumination Entertainment, подразделение Universal Pictures, которое специализируется на производстве семейной кинопродукции, приобрела преимущественные права на комиксы Чарльза Аддамса «Семейка Аддамс». Сообщалось, что режиссёром трёхмерного кукольного мультфильма по мотивам комиксов станет Тим Бёртон, а продюсером был назначен Кристофер Меледандри — глава Illumination Entertainment. В августе 2010 года стало известно, что Бёртон напишет сценарий мультфильма вместе с Скоттом Александером и Ларри Карезюски, сценаристами фильмов Бёртона «Эд Вуд» и «Большие глаза». В июле 2013 года появилась информация о том, что студия Illumination отказалась от реализации данного проекта.

Рекламный постер с изображением главных героев

31 октября 2013 года журнал Variety сообщил о том, что производством мультфильма про семью Аддамс займется Metro-Goldwyn-Mayer, и он будет создан с помощью компьютерной анимации. Написание сценария было поручено Памеле Петтлер. В октябре 2017 года было объявлено, что режиссёром фильма станет Конрад Вернон (постановщик «Полного расколбаса»). Он также выступит одним из продюсеров наряду с Гейлом Берманом и Алексом Шварцем. Мэтту Либерману было поручено внести поправки в сценарий Петтлер. Производством мультфильма занялась студия компьютерной анимации Cinesite Studios.

### Подбор актёров
В декабре 2017 года стало известно, что Оскар Айзек ведёт переговоры об озвучивании роли Гомеса Аддамса В июне 2018 года был опубликован список актёров озвучания, в который, помимо Айзека, вошли Шарлиз Терон, Хлоя Грейс Морец, Финн Вулфхард, Эллисон Дженни, Ник Кролл и Бетт Мидлер.

## Прокат
Фильм вышел в прокат США 11 октября 2019 года. Изначально дата премьеры была назначена на 18 октября, но была передвинута на неделю вперёд, чтобы избежать конкуренции с фильмом «Малефисента: Владычица тьмы».

## Сборы
«Семейка Аддамс» собрала в мировом прокате 203 млн долларов, в том числе 100 млн долларов в США и Канаде, а 103 млн долларов — на других территориях.
В США и Канаде премьера фильма состоялась одновременно с такими картинами, как «Гемини» и «Окей, Лекси!», и, по предварительным прогнозам, сборы за первый уикенд должны были составить 28-30 млн $ в 4 007 кинотеатрах. В первый день картина заработала 9,7 млн $, в том числе 1,25 млн $ принесли вечерние показы в четверг. За первый уикенд фильм собрал 30,3 млн $, заняв вторую строчку в топе бокс-офиса, уступив первое место «Джокеру».

## Сиквел
После успешной премьеры фильма 15 октября 2019 года было объявлено, что сиквел выйдет в прокат 22 октября 2021 года, а Грег Тирнан и Конрад Вернон вернутся в качестве режиссёров. В октябре 2020 года стало известно, что Тирнан будет заниматься режиссурой в одиночку, а премьера состоится 8 октября 2021 года. В тот же день появился официальный тизер сиквела.